# Indlamu (Tanz)

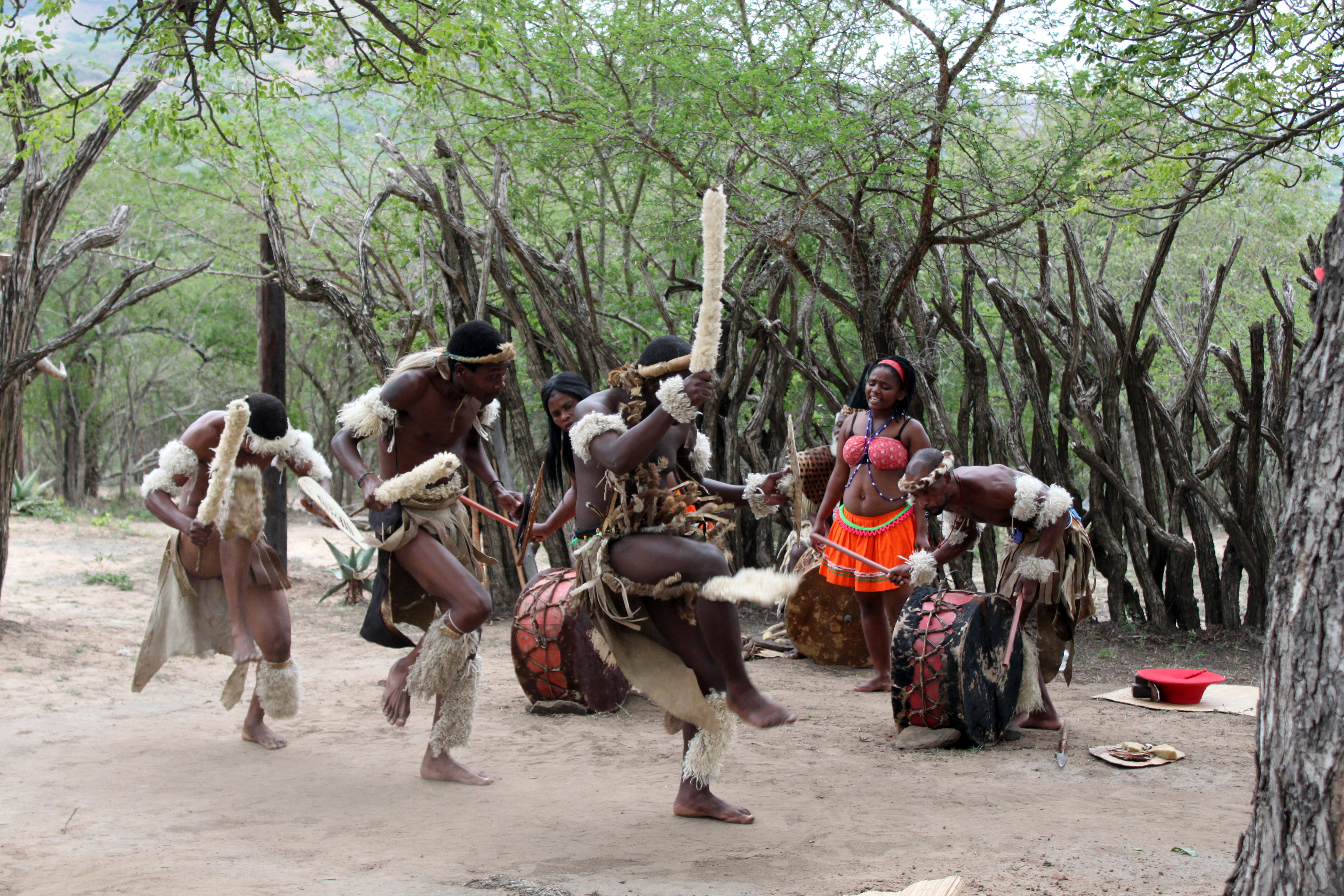
Mit Pelz geschmückte Zulus stellen den Tanz ihrer Vorfahren nach (2014)

Indlamu (ind͡ɮaːmu, afrikaans Zoeloedans) ist ein traditioneller Tanz der Zulu in Südafrika. Der Tanz zeichnet sich durch hohe Beinwürfe aus und laut stampfende Rhythmen (izigubhu). Oft tanzen zwei Krieger in den traditionellen Felltrachten synchron zusammen.
Der Tanz wurde historisch an vielen Veranstaltungen zelebriert, unter anderem zur Vorbereitung auf einen Kriegszug, aber auch zu friedlichen Anlässen, wie zum Beispiel zu Erntefesten.